# Виктор Шкловски
Виктор Борисович Шкловски (на руски: Виктор Борисович Шкловский) e руски и съветски литературен критик, литературовед, писател, памфлетист, един от основните формалисти на Руската школа за изучаване на поетическия език и теория на поетическия език.

## Биография
Виктор Шкловски е роден на 24 януари (12 януари стар стил) 1893 година в Санкт Петербург в семейството на покръстен евреин Борис Владимирович Шкловски, преподавател по математика и впоследствие професор на Висшите артилерийски курсове, и Варвара Карловна, родена Бундел, от смесен руско-немски произход. Шкловски учи в Санктпетербургския университет, по-късно участва в революцията от 1917 г. Шкловски е военен и когато се завръща в страната, в Санкт Петербург протича Октомврийската революция от 1918 г., но той се противопоставя на болшевиките и взима участие в анти-болшевишката конспирация на Социалистическата революционна партия. И след като тази конспирация е разкрита, той се крие из Русия и Украйна до 1919 г., когато му е опростено участието, заради неговата близост с Максим Горки, и тогава той решава да страни от политическа активност. Но неговите двама братя са екзекутирани от съветския режим през 1918 и 1937 г.
Шкловски успява да се интегрира в съветското общество и дори взима участие в Руската гражданска война на страната на Червената армия, но през 1922 г. отново му се налага да се крие и той избягва от Русия, като по този начин избягва и арест за неговите по-раншни дейности.
В Берлин през 1923 г. той публикува своите мемоари за 1917 – 1922 г., озаглавени Сентиментальное путешествие, воспоменания (Сантиментално пътешествие) по името на книгата Сантиментално пътешествие през Франция и Италия от Лорънс Стърн и същата година му е позволено да се завърне в СССР.
Умира на 5 декември 1984 г. в Москва.

## Литературна и лингвистична-формалистка теория
Шкловски се занимава с литературните форми, тяхното изучаване и теория на литературата (повествование). Идеите на формалната школа в литературната критика, основана от Шкловски се смятат за основополагащи в литературната теория и революционни в лингвистиката.
Шкловски също така е известен с това, че изковава термина остраняване, отстраняване или дори като „остранностяване“ (на руски „остранение“) в литературната критика на руския формализъм, описвайки го в своето есе „Изкуството като устройство“ (1917) с алтернативен превод „Изкуството като техника“ (превеждано и като „Изкуството като прийом“), което всъщност представлява първа глава от Теория на прозата (1925).
„Целта на изкуството е да отстрани усещанията от нещата, от тяхното обичайно възприятие и разбиране към посока, в която не са били разбирани досега. Техниката на изкуството е в това да прави обектите непознати, формите трудни, да увеличава трудността или продължителността на перцепцията, защото процесът на възприемането по своята същност съдържа естетически край вътре в себе си, който се достига в определен момент и това достигане трябва да бъде удължено. Изкуството е начин на изпитване на артистичната възможност на един обект, докато самият обект няма значение.“ (Шкловски, „Изкуството като техника“, 12)

## Творчество
- Свинцовый жребий (Оловният жребий), 1914. Стихосбирка.
- Воскрешение слова (Възкресение на словото), 1914. Статия.
- Развёртывание сюжета (Разгръщането на сюжета), 1921. Студия.
- Революция и фронт (Революцията и фронта), 1921. Мемоари. По-късно влиза в Сантиментално пътешествие
- „Тристрам Шенди“ Стерна и теория романа („Тристрам Шенди“ на Стърн и теорията на романа), 1921. Студия.
- Литература и кинематограф (Литературата и киното), 1923. Сборник.
- Zoo. Письма не о любви или Третья Элоиза (Зоо, Писма не за любовта или Третата Елоиза), 1923. Епистоларен роман.
- Ход коня (Ходът на коня), 1923. Сборник.
- Иприт. Фантастичен роман (в съавторство с Всеволод Иванов), 1925.
- О теории прозы (За теорията на прозата), 1925. Студия.
- Третья Фабрика (Третата фабрика). Автобиографична проза. 1926.
- Удачи и поражения Максима Горького (Успехите и пораженията на Максим Горки), 1926.
- Техника писательского ремесла (Техниката на писателския занаят), 1927.
- Пять человек знакомых (Петима познати ми хора), 1927.
- Гамбургский счёт (Хамбургска равносметка), 1928.
- Матвей Комаров, житель города Москвы (Матвей Комаров, жител на Москва), 1929. Повест.
- Подёнщина, 1930.
- Поиски оптимизма (В търсене на оптимизма), 1931.
- Чулков и Левшин, 1933.
- Марко Поло. Историческа повест. (в поредицата Животът на забележителните хора, 1936.)
- Повесть о художнике Федотове. Капитан Федотов, 1936, (Федотов в биографичната поредица Животът на забележителните хора, 1965).
- Заметки о прозе Пушкина (Бележки върху прозата на Пушкин), 1937
- Дневник, 1939. Сборник със статии.
- О Маяковском (За Маяковски), 1940. Мемоари.
- Минин и Пожарский (Минин и Пожарски), 1940. Историческа повест.
- Встречи (Срещи), 1944.
- Заметки о прозе русских классиков (Бележки върху прозата на руските класици), 1953
- Заметки о прозе русских классиков (Бележки върху прозата на руските класици), 1955
- За и против. Заметки о Достоевском (За и против. Бележки върху Достоевски), 1957.
- Исторические повести и рассказы, 1958. Сборник.
- Художественная проза. Размышления и разборы (Художествена проза. Размисли и анализи), 1961.
- Лев Толстой, 1963.
- За сорок лет. Статьи о кино (За 40 години. Статии за киното). Вступ. ст. М. Блеймана, 1965. Сборник със статии и изследвания.
- Повести о прозе. Размышления и разборы (Разкази за прозата. Размисли и анализи), 1966.
- Тетива. О несходстве сходного (Тетива. За несходството на подобното), 1970. Монография.
- Достоевский, 1971. Статия.
- Энергия заблуждения (Енергията на заблудата), 1981.
- О теории прозы (За теорията на прозата). 1983. Монография.
- Константин Эдуардович Циолковский
- О мастерах старинных (За старите майстори). Историческа проза.
- Эйзенштейн (Айзенщайн), изд. Искусство, 1976

## На български
- Лев Толстой. Превод от руски Лиляна Минкова. София: Народна култура, 1971, 672 с.
  - Лев Толстой. Второ издание. София: Народна култура, 1987, 664 с.
- Тетива (За несходството на сходното). Варна: Георги Бакалов, 1977, 331 с.
- Имало едно време. Zoo, или Нелюбовни писма. Превод от руски Малина Томова. София: Наука и изкуство, 1982, 352 с.
- Художествената проза (Размисли и разбори). Превод от руски Христо Кънев. София: Наука и изкуство, 1988, 626 с.